# Didymella abieticola
Didymella abieticola är en svampart som tillhör divisionen sporsäcksvampar, och som beskrevs av Edvard(Edward) August Vainio. Didymella abieticola ingår i släktet Massarina, och familjen Massarinaceae. Arten är reproducerande i Sverige.